# Bugsy (film)
A Bugsy 1991-ben bemutatott amerikai életrajzi bűnügyi filmdráma, melyet James Toback forgatókönyvéből Barry Levinson rendezett. A film zenéjét Ennio Morricone szerezte. A címszereplőt Harvey Keitel alakítja, további fontosabb szerepekben Annette Bening, Harvey Keitel, Ben Kingsley, Elliott Gould, Bebe Neuwirth és Joe Mantegna látható.
Az Amerikai Egyesült Államokban 1991. december 13-án a TriStar Pictures mutatta be korlátozott számú moziban. 1991. december 20-án szélesebb körű mozibemutatót is kapott, pozitív kritikai fogadtatás mellett. A 64. Oscar-gálán tíz kategóriában jelölték díjra, végül a látványtervezés és jelmeztervezés kategóriákban győzedelmeskedett. A 49. Golden Globe-gálán elnyerte a legjobb filmdrámának járó díjat.

## Cselekmény
1941-ben Benjamin "Bugsy" Siegel nagyhatalmú gengszterként tevékenykedik gyerekkori barátaival, Meyer Lanskyval és Charlie Lucianóval. Los Angelesbe utazva azonnal belehabarodik Virginia Hillbe, a szókimondó hollywoodi színésznőbe. Elsőként George Raft színész meglátogatásakor találkozik a nővel a Manpower című film forgatásán. Bugsy házat vásárol Beverly Hillsben és úgy tervezi, a városban marad, míg felesége és két kislányuk továbbra is a New York-i Scarsdale-ben él majd.
Kaliforniában a gengszter megszerzi néhány fogadóiroda irányítását Jack Dragna bűnvezértől. Egy Mickey Cohen nevű helyi zsidó bűnöző kirabolja Dragnát, Bugsy konfrontálódik vele, de végül beveszi az üzletbe a merész férfit – a gyengekezű, az incidens alapján könnyen kirabolható Dragna helyett. Cohen vezetői beosztást kap, míg Dragnát Bugsy arra kényszeríti, hogy beismerje, ellopott tőle 14 ezer dollárt. Bugsy megbocsát neki, de Cohen beosztottjává teszi.
Bugsy vitába keveredik Virginiával a nő Gene Krupa doboshoz és számos egyéb férfihoz fűződő korábbi viszonyai miatt. A színésznőt az is feldühíti, hogy Bugsy halogatja a válást feleségétől és mellőzni kezdi a férfit. Nevadában a gengszternek váratlan üzleti ötlete támad, egy kaszinó és luxushotel felépítése a sivatagban, mivel az államban legális a szerencsejáték. Lanskytől és más New York-i bűnözőktől egymillió dollárt kér kölcsön, Virginia lesz a könyvelője és megkezdik a Las Vegas-i Flamingo hotel munkálatait. Bugsy nagyravágyó tervei miatt azonban a költségvetés csakhamar eléri a hatmillió dollárt. A gengszter bármire hajlandó álma megvalósításáért, pénzzé téve minden vagyonát.
Korábbi társa, Harry Greenberg meglátogatja és bevallja, elárulta egykori társait, a saját bőrét mentve. Azonban szerencsejáték-függősége miatt elfogyott a pénze és így barátjánál keres menedéket. Bár Greenberggel bizalmas baráti viszonyt ápol, Bugsynak mégis meg kell őt ölnie. Gyilkosságért letartóztatják, de az egyetlen szemtanút, a Greenberget fuvarozó taxist lefizetik, így ejtik a vádakat. 
Lansky a börtön előtt várja Bugsyt, egy nagyobb összeget adva át neki, de figyelmezteti, többé már nem lesz képes megvédeni őt. A Flamingo nyitóestje egy vihar miatt kudarcba fullad, és a költségvetésből is hiányzik kétmillió dollár. Bugsy rájön, hogy Virginia lopta meg, de megengedi neki, hogy megtartsa a pénzt. Lanskyt arra biztatja, sose adja el a részesedését, mert a kaszinó egy nap majd sokat fog érni. 
Aznap éjjel Bugsyt ismeretlen támadó agyonlövi otthonában. Virginia Las Vegasban értesül szerelme haláláról. 
A film végén látható felirat szerint Bugsy halála után Virginia eljuttatta a lopott pénzt Lanskynek és később Ausztriában öngyilkosságot követett el. 1991-re a Bugsy Las Vegas-i álmába befektetett hatmillió dollár immár 100 milliárdos profitot termelt.

## Szereplők
| Szerep                                | Színész              | Magyar hang             | Magyar hang             |
| Szerep                                | Színész              | 1. szinkron (1991–1993) | 2. szinkron (2005–2006) |
| ------------------------------------- | -------------------- | ----------------------- | ----------------------- |
| Benjamin "Bugsy" Siegel               | Warren Beatty        | Barbinek Péter          | Szabó Sipos Barnabás    |
| Virginia Hill                         | Annette Bening       | Kovács Nóra             | Fehér Anna              |
| Mickey Cohen                          | Harvey Keitel        | Reviczky Gábor          | Epres Attila            |
| Meyer Lansky                          | Ben Kingsley         | Dobránszky Zoltán       | Végvári Tamás           |
| Harry Greenberg                       | Elliott Gould        | Csikos Gábor            | Berzsenyi Zoltán        |
| George Raft                           | Joe Mantegna         | Balázsi Gyula           | Kőszegi Ákos            |
| Dorothy di Frasso grófnő              | Bebe Neuwirth        |                         | Agócs Judit             |
| Charlie "Lucky" Luciano               | Bill Graham          | Konrád Antal            | Kristóf Tibor           |
| Joe Adonis                            | Lewis Van Bergen     |                         | Sörös Sándor            |
| Esta Siegel, Bugsy első felesége      | Wendy Phillips       |                         | Kocsis Mariann          |
| Jack Dragna                           | Richard C. Sarafian  |                         | Uri István              |
| Frank Costello                        | Carmine Caridi       |                         |                         |
| Del Webb                              | Andy Romano          |                         |                         |
| Inez Malick                           | Wendie Malick        |                         |                         |
| Millicent Siegel, Bugsy idősebb lánya | Stefanie Mason       |                         |                         |
| Barbara Siegel, Bugsy fiatalabb lánya | Kimberly McCullough  |                         |                         |
| Louie Dragna                          | Don Calfa            |                         |                         |
| David Hinton                          | Ray McKinnon         |                         |                         |
| Lawrence Tibbett operaénekes          | Joe Baker            |                         | Verebély Iván           |
| Marlene Dietrich                      | Ksenia Prohaska      |                         |                         |
| di Frasso gróf                        | Giancarlo Scandiuzzi |                         |                         |
| Moe Sedway                            | Joseph Roman         |                         | Orosz István            |
| Gus Greenbaum                         | James Toback         |                         |                         |

## Fogadtatás

### Kritikai visszhang
A Rotten Tomatoes 64 kritikus véleményét összegezve 84%-ra értékelte: „A stílusosan szétszórt Bugsy filmes emléket állít a hírhedt alvilági legendának, elsősorban a címszerepet alakító Warren Beatty elragadó színészi játékán keresztül.” Roger Ebert kritikájában a maximális, négy csillagot adta rá.

### Fontosabb díjak és jelölések
| Díj                              | Kategória                            | Jelölt                                                        | Eredmény | Ref.  |
| -------------------------------- | ------------------------------------ | ------------------------------------------------------------- | -------- | ----- |
| Oscar-díj                        | legjobb film                         | Mark Johnson, Barry Levinson és Warren Beatty                 | Jelölve  | [ 6 ] |
| Oscar-díj                        | legjobb rendező                      | Barry Levinson                                                | Jelölve  | [ 6 ] |
| Oscar-díj                        | legjobb férfi főszereplő             | Warren Beatty                                                 | Jelölve  | [ 6 ] |
| Oscar-díj                        | legjobb férfi mellékszereplő         | Harvey Keitel                                                 | Jelölve  | [ 6 ] |
| Oscar-díj                        | legjobb férfi mellékszereplő         | Ben Kingsley                                                  | Jelölve  | [ 6 ] |
| Oscar-díj                        | legjobb eredeti forgatókönyv         | James Toback                                                  | Jelölve  | [ 6 ] |
| Oscar-díj                        | látványtervezés                      | művészeti vezető: Dennis Gassner díszlettervezés: Nancy Haigh | Elnyerte | [ 6 ] |
| Oscar-díj                        | legjobb operatőr                     | Allen Daviau                                                  | Jelölve  | [ 6 ] |
| Oscar-díj                        | legjobb jelmeztervezés               | Albert Wolsky                                                 | Elnyerte | [ 6 ] |
| Oscar-díj                        | legjobb eredeti filmzene             | Ennio Morricone                                               | Jelölve  | [ 6 ] |
| Berlini Nemzetközi Filmfesztivál | Arany Medve                          | Barry Levinson                                                | Jelölve  | [ 7 ] |
| Golden Globe-díj                 | legjobb filmdráma                    | –                                                             | Elnyerte | [ 8 ] |
| Golden Globe-díj                 | legjobb férfi főszereplő (filmdráma) | Warren Beatty                                                 | Jelölve  | [ 8 ] |
| Golden Globe-díj                 | legjobb női főszereplő (filmdráma)   | Annette Bening                                                | Jelölve  | [ 8 ] |
| Golden Globe-díj                 | legjobb férfi mellékszereplő         | Harvey Keitel                                                 | Jelölve  | [ 8 ] |
| Golden Globe-díj                 | legjobb férfi mellékszereplő         | Ben Kingsley                                                  | Jelölve  | [ 8 ] |
| Golden Globe-díj                 | legjobb rendező                      | Barry Levinson                                                | Jelölve  | [ 8 ] |
| Golden Globe-díj                 | legjobb forgatókönyv                 | James Toback                                                  | Jelölve  | [ 8 ] |
| Golden Globe-díj                 | legjobb eredeti filmzene             | Ennio Morricone                                               | Jelölve  | [ 8 ] |

## Fordítás
- Ez a szócikk részben vagy egészben  a   Bugsy című angol Wikipédia-szócikk ezen változatának fordításán alapul.  Az eredeti cikk szerkesztőit annak laptörténete sorolja fel. Ez a jelzés csupán a megfogalmazás eredetét és a szerzői jogokat jelzi, nem szolgál a cikkben szereplő információk forrásmegjelöléseként.